# Bút danh
Bút danh (pen name) là tên của một tác giả do chính họ đặt thay cho tên thật, thường được dùng trong mỗi tác phẩm của tác giả. Bút danh có thể được sử dụng với nhiều mục đích như để ngụy trang giới tính tác giả, để cách xa với vài tác phẩm trước đây của họ, bảo vệ tác giả khỏi những lời đánh giá tiêu cực cho tác phẩm của họ thay cho tên thật, hoặc kết hợp hai tác giả hợp tác với nhau để dùng cùng một bút danh, hay bất kỳ lý do nào trong việc tiếp thị và trình bày tác phẩm.

### Sách
- Room, Adrian biên tập (2004). Dictionary of Pseudonyms: 11,000 Assumed Names and Their Origins. McFarland. ISBN 0-7864-1658-0.